# Бела II
Бела II Сліпий (угор. II. Béla, 1108 — 13 лютого 1141) — угорський король з династії Арпадів (1131—1141). Син угорського принца Алмоша та руської князівни Предслави Святополківни.

## Засліплений хлопчик
У віці близько 7 років (1115) Бела жорстоко постраждав через свого батька, принца Альмоша. Розлючений періодичними спробами Альмоша скинути його з престолу, старший брат Альмоша, король Кальман Книжник, який правив того часу, велів осліпити брата, а заодно з ним і свого малолітнього племінника Белу, і заточити обох у монастир у Дьомьоше, біля Естергома. Альмош не заспокоївся навіть після осліплення, знову спробував підняти бунт (1116), знову зазнав невдачі і змушений був тікати до Візантії, де й помер (1117). Кальман (Коломан) заповів престол своєму синові Стефану (1116). Маленького Белу сховали ченці. Слабкий здоров'ям король Стефан II не мав дітей і, як свідчать літописи, був радий дізнатися під кінець свого життя, що його засліплений небіж Бела живий і досі перебуває на території Угорщини. Стефан II розшукав Белу, завітав його земельними володіннями в Тольна, посватав за нього княжну Олену Сербську — дочку Уроша I Вукановича, Жупана Сербського князівства Рашка, і оголосив своїм спадкоємцем.

## Сходження на трон. Арадська бійня
З нагоди коронації Бели II (1131) біля міста Арада було скликано державні збори (угор. országgyűlés), на які запросили всю угорську знать. Церемонія присяги новому королю переросла в розправу над усіма, хто був запідозрений у співучасті в засліпленні Бели і його батька. У літописах говориться про 68 страчених, а також містяться натяки на те, що відповідальність за ідею і здійснення цієї розправи лежить, головним чином, на королеві Олені.

## Війна з Борисом Коломановичем
На самому початку правління Бели його сліпотою намагався скористатися передбачуваний родич Борис, онук Володимира Мономаха. Мономах видав свою дочку Юхимію заміж за Угорського короля Коломана (Кальмана), але, після того як Євфимія народила сина Бориса, король Коломан відмовився визнати його своїм, звинуватив дружину в подружній невірності і відправив її назад до батька, разом із сином. Борис вважав перехід Угорської корони до сліпого королю зручним моментом для того, щоб пред'явити власні права на престол, і, заручившись підтримкою Польського герцога Болеслава III, вторгся в Угорщину. Напередодні вирішальної битви королева Олена зажадала, щоб вся Угорська знать визнала Бориса незаконнонародженим. Ті, хто відмовився це зробити, були страчені. 
Битва відбулася 22 липня 1132 року на річці Шайо. Короля Белу підтримали австрійці, правлячий будинок яких був пов'язаний династичними узами з сімейством Бели (Бела II видав свою сестру Софію (Ядвіґу) заміж за старшого сина Австрійського маркграфа Леопольда III). Перемога залишилася за австро-угорським військом, Борис врятувався, але серйозної загрози для правління Бели більше не становив.

## Правління
Будучи сліпим, король Бела II змушений був ділити владу зі своїми наближеними і, насамперед, зі своєю дружиною, королевою Оленою, і її братом Белошем, якого вона призначила головнокомандувачем королівською армією. Під початком Белоша угорське військо знову приєднало до території королівства частину Далмації (1136) і захопило Боснію (1137), герцогом якої був призначений малолітній королівський син Ласло. У 1139 році тридцятитисячне угорське військо взяло участь у міжусобній війні руських князів. Угорці облягали Чернігів у складі армії Київського князя Ярополка, сина Мономаха. Чернігівський князь Всеволод Ольгович змушений був просити миру. Король Бела II не брав участь у цьому поході: відсторонений від державних справ, він шукав розради і розваги у вині й помер 13 лютого 1141 року від наслідків пияцтва. Новим королем Угорщини був проголошений старший син Бели Геза II.

## Родина
Дружина — Олена Вуканович (одружились 1129 року)
Діти:
- Єлізавета (1129 — 1155), дружина князя польского Мешко III
- Геза II (1130 — 3 травня 1162), король Угорщини
- Ласло II (1131 — 14 січня 1163), король Угорщини
- Стефан IV (1133 — 11 квітня 1165), король Угорщини
- Алмос (?)
- Софія (1136 — ?), монахиня монастиря в Адмонті (Австрія)